# الحناية (القبيطة)

تعديل مصدري - تعديل

الحناية هي إحدى قرى عزلة كرش بمديرية القبيطة التابعة لمحافظة لحج، بلغ تعداد سكانها 32 نسمة حسب تعداد اليمن لعام 2004.